# Styrène-butadiène-styrène
Pour les articles homonymes, voir SBS.
Le styrène-butadiène-styrène (SBS) est un élastomère thermoplastique à base de copolymères blocs styréniques robuste employé notamment dans la fabrication de pneumatiques et de semelles de chaussures.